# CSS Sumter

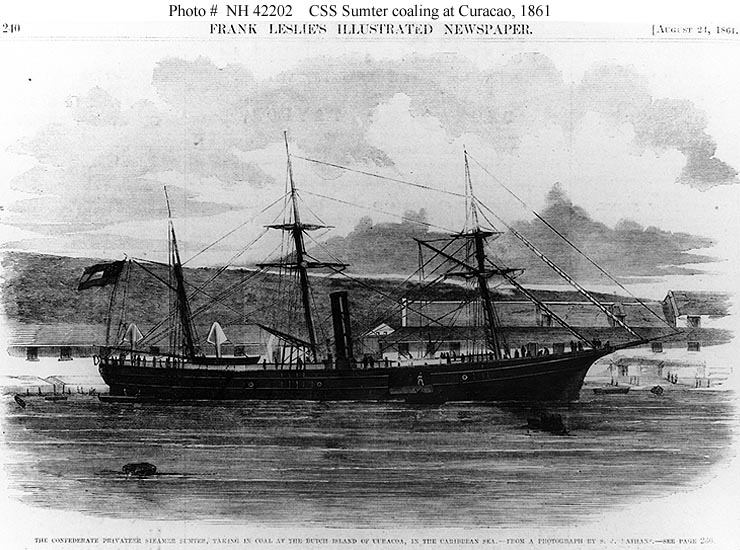
CSS „Sumter” w Curacao, 1861

CSS Sumter – okręt marynarki Skonfederowanych Stanów Ameryki, prowadzący działania rajderskie podczas domowej wojny secesyjnej.
Podczas wojny secesyjnej w USA, cała amerykańska przedwojenna flota wojenna i większość floty handlowej znalazła się pod kontrolą Unii (stanów północnych). Północ ponadto zastosowała blokadę morską portów Południa. Wskutek tej dysproporcji jedyną możliwością Konfederacji na morzu było prowadzenie wojny rajderskiej – zwalczanie handlu morskiego Unii. W tym celu, oprócz werbowania kaprów przez władze Konfederacji, przebudowywano kilka statków na okręty wojenne, nazwane krążownikami (ang. cruiser).
Pierwszym okrętem tej klasy był 437-tonowy bark z pomocniczym napędem parowym śrubowym „Sumter”. Zbudowany był w grudniu 1857 w Filadelfii, jako statek handlowy „Habana” (nazywany też „Havana”). Przed wojną używany był do komunikacji między Nowym Orleanem a Hawaną na Kubie.
W kwietniu 1861 został zakupiony przez marynarkę konfederacką i przebudowany w Nowym Orleanie na uzbrojony okręt. W czerwcu okręt został przyjęty w skład marynarki konfederackiej, otrzymując nazwę CSS „Sumter”. Dowództwo objął komandor porucznik Raphael Semmes.
Pierwszym głośnym wyczynem „Sumtera” było jego przedarcie się przez unijną blokadę morską z delty Missisipi 30 czerwca 1861. Udało mu się ujść dozorującemu tam slupowi USS „Brooklyn” (2532 t, 21 dział). Do poszukiwań „Sumtera” wydelegowano następnie eskadrę okrętów Unii, lecz przez długi czas pozostawał on nieuchwytny.
Działając na Morzu Karaibskim, CSS „Sumter” na początku lipca zdobył 8 unijnych statków handlowych na wodach w okolicach Kuby, z czego jeden spalił, a pozostałe 7 przyprowadził 6 lipca na Kubę. Władze hiszpańskie jednak po dwóch tygodniach zwróciły te statki Unii. Następnie, „Sumter” zdobył 2 żaglowce u wybrzeży Ameryki Południowej. Dwa dalsze statki zostały przezeń zdobyte i spalone we wrześniu i październiku. Uzupełniając zapasy węgla na Martynice, „Sumter” został 23 listopada odnaleziony przez unijny slup USS „Iroquois", lecz zdołał mu ujść.
Od listopada do stycznia 1862 „Sumter”, płynąc do Europy, zdobył na Północnym Atlantyku dalsze 6 statków. Potrzebując napraw kotłów i maszyn, „Sumter” zawinął do Gibraltaru. Naprawy jednak nie mogły być tam dokonane, a w międzyczasie port został zablokowany przez okręty Unii. Wobec tego, w kwietniu 1862 konfederaci porzucili „Sumtera” w Gibraltarze, a komandor Semmes objął w lipcu nowo zbudowany w Wielkiej Brytanii  konfederacki krążownik CSS „Alabama", który okazał się pod jego dowództwem najskuteczniejszym okrętem tej klasy.
W grudniu 1862 rozbrojony „Sumter” został sprzedany prywatnym właścicielom i używany przez nich jako statek handlowy „Gibraltar”. W 1863 używany był jako łamacz blokady, prowadząc ryzykowny, ale zyskowny handel między Europą a Stanami Skonfederowanymi. Statek prawdopodobnie zatonął podczas sztormu w kanale La Manche w 1867.
Podczas działalności jako rajder, „Sumter” zdobył 18 statków, z których 7 zostało zwrócone na Kubie, a 7 spalone. Straty oceniano na ok. milion USD. Był to pierwszy z rajderów konfederackich. 

## Charakterystyki
Trzymasztowy bark konstrukcji drewnianej z pomocniczym napędem śrubowym.
- uzbrojenie:
  - 4 działa gładkolufowych 32-funtowych w baterii burtowej,
  - 1  działo kaliber 200 mm (obrotowe)